# Rafael Grünenfelder
Rafael Grünenfelder (* 20. März 1999 in Vaduz) ist ein liechtensteinisch-schweizerischer Fussballspieler.

## Karriere

### Verein
In seiner Jugend spielte Grünenfelder für den FC Balzers und den Hauptstadtklub FC Vaduz, bei dem er 2017 in die zweite Mannschaft befördert wurde. Seit Sommer 2017 steht er wieder beim FC Balzers unter Vertrag.

### Nationalmannschaft
Grünenfelder durchlief mehrere liechtensteinische U-Nationalmannschaften, bevor er am 25. März 2021 beim 0:1 gegen Armenien im Rahmen der Qualifikation zur Fussball-Weltmeisterschaft 2022 sein Debüt in der A-Nationalmannschaft gab, als er zur zweiten Halbzeit für Andreas Malin eingewechselt wurde.